# (4665) Muinonen
(4665) Muinonen est un astéroïde de la ceinture principale.

## Description
(4665) Muinonen est un astéroïde de la ceinture principale. Il fut découvert le 15 octobre 1985 à la station Anderson Mesa par Edward L. G. Bowell. Il présente une orbite caractérisée par un demi-grand axe de 2,97 UA, une excentricité de 0,20 et une inclinaison de 7,4° par rapport à l'écliptique.

## Compléments